# CARNAVAL (大貫妙子の曲)
「CARNAVAL」（カルナヴァル）は、1980年8月21日に発売された大貫妙子の4作目のシングル。A面・B面ともにアルバム『ROMANTIQUE』からリカットされた。発売元はRCA/RVC。

## 概要・背景
A面曲「CARNAVAL」は、坂本龍一がアレンジを担当したアップテンポな楽曲で、クールなテクノポップ風のサウンドが特徴の1曲となっている。この曲の演奏を全面的にバックアップしているのが、テクノポップが流行し始めた年であり音楽業界では ″テクノ元年″ とも呼ばれた1978年にデビューし、当時アルバム『ソリッド・ステイト・サヴァイヴァー』のヒットによりブレイクを果たしたイエロー・マジック・オーケストラ(YMO)のメンバー3人である。プロデューサーの牧村憲一は、アルバムの中の1曲はテクノサウンドを取り入れたものにしようと考え、その代表曲がこの「CARNAVAL」となった。演奏には、YMOのツアーメンバーとしても活動していた大村憲司、松武秀樹も参加している。
この曲は音楽ユニットのStudio Muleが、dip in the poolの甲田益也子をヴォーカルに迎えてカバーしており、2018年3月23日に12インチシングルとしてリリースされた。”Dance Edit”と”Extended Edit”の2バージョンを収録している。
B面曲「雨の夜明け」も坂本龍一がアレンジを担当している。アコーディオンの音色がヨーロッパの街角をイメージさせる印象的なナンバーで、後に発売される大貫のアルバムで数回に亘りセルフカバーが行われている名曲である。前作『MIGNONNE』の売上が振るわなかったことなどから、もう音楽を仕事にするのを止めようかとまで考えた大貫であったが、ある日アルバム『ROMANTIQUE』の制作に携わった加藤和彦の好意で家に招かれた際に、加藤の妻の安井かずみから「たーぼーちゃん、今度のアルバムの中の ″雨の夜明け″ という曲があるでしょ？あの歌詞はとってもいいと思うのよ。あなたなら、これからもずっと続けていけると思うから、頑張って!」と励まされ、「どれだけ力をもらったかわからない。その一言があっていままで続けて来られたっていうのも嘘じゃないです。自分の尊敬する人から励まされるってこんなに大きい力がもらえるんだな、ってわかりました。」と感謝の意を表している。

## 収録曲
両曲とも、作詞・作曲: 大貫妙子 / 編曲: 坂本龍一
Side 1
CARNAVAL（4:47）
Side 2
雨の夜明け（4:33）

## 参加ミュージシャン

### CARNAVAL
- Rhodes Piano, Prophet 5: 坂本龍一
- Guitar: 大村憲司
- Bass: 細野晴臣
- Drums: 高橋幸宏
- Computer Programming: 松武秀樹

### 雨の夜明け
- Rhodes Piano, Prophet 5: 坂本龍一
- Drums: 高橋幸宏
- Strings: 多グループ

## カヴァー
| 曲名     | アーティスト                               | 収録作品                   | 規格           | 発売日        |
| -------- | ------------------------------------------ | -------------------------- | -------------- | ------------- |
| CARNAVAL | Studio Mule（dip in the pool・甲田益也子） | Carnaval feat. Miyako Koda | 12 Inch Single | 2018年3月23日 |

## 収録作品

### CARNAVAL
- 『ROMANTIQUE』（1980年）
- 『CLASSICS』（1985年）
- 『History 1978-1984』Disc2（1999年）
- 『ゴールデン☆ベスト 大貫妙子 〜RCA Years 1978-1984』（2005年）
- 『イエローマジック歌謡曲』(コンピレーション・アルバム) Disc1（2005年）
- 『GOLDEN☆BEST 大貫妙子 〜The BEST 80's Director's Edition〜』Disc1（2011年）

### 雨の夜明け
- 『ROMANTIQUE』（1980年）
- 『CLASSICS』（1985年）
- 『pure acoustic』（1996年）
- 『History 1978-1984』Disc2（1999年）
- 『ゴールデン☆ベスト 大貫妙子 〜RCA Years 1978-1984』（2005年）
- 『Pure Acoustic 2018』（2018年）

## 参考資料
- 大貫妙子『ROMANTIQUE』（CD再発盤（ライナーノーツ））Dear heart/ミディ、1999年6月23日。BVCK-38010。
- 大貫妙子『romantique』（LPレコード再発盤（ライナーノーツ））GREAT TRACKS/ソニー・ミュージックダイレクト、2018年7月25日。MHJL 22。
- 文:小山守『レコード・コレクターズ 2020 Vol.39, No.12』第39巻第12号、ミュージック・マガジン、2020年12月1日、55頁、雑誌19637-12。
- 長井英治『Disk Collection 日本の女性シンガー・ソングライター』シンコーミュージック・エンタテイメント、2013年4月16日。ISBN 978-4-401-63804-8。
- 大貫妙子『大貫妙子デビュー40周年アニバーサリーブック』河出書房新社、2014年6月20日。ISBN 978-4309274737。